# Laganadi
Laganadi (griechisch: Lachanades) ist eine süditalienische Gemeinde (comune) in der Metropolitanstadt Reggio Calabria in Kalabrien und hat 335 Einwohner (Stand am 31. Dezember 2023). Die Gemeinde liegt etwa 10,5 Kilometer nordöstlich von Reggio Calabria.

## Verkehr
Durch die Gemeinde führt die frühere Strada Statale 184 delle Gambarie von Reggio Calabria nach Santo Stefano in Aspromonte.